# Мальтийский карликовый бегемот

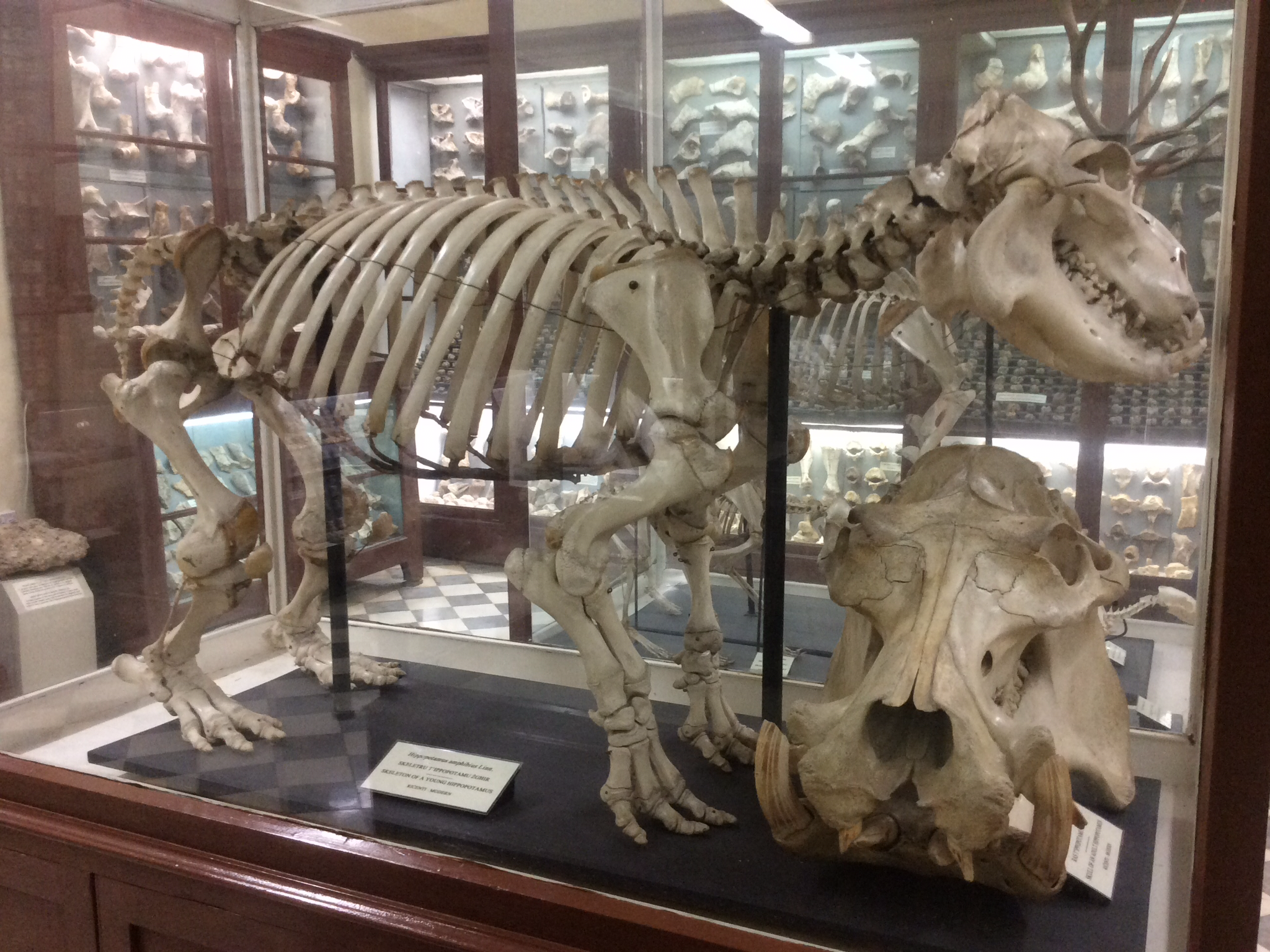
Скелет карликового бегемота из Гхар-Далам

Мальтийский карликовый бегемот (лат. Hippopotamus melitensis) — вымерший вид рода бегемотов. Он колонизировал Мальту во время мессинского кризиса солёности и обитал там в плейстоцене. Отсутствие хищников привело к островной карликовости. Большинство находок этого бегемота сделаны в мальтийской пещере Гхар-Далам.